# Eugraphe
Eugraphe is een geslacht van vlinders uit de familie uilen (Noctuidae). De wetenschappelijke naam is voor het eerst geldig gepubliceerd in 1816 door Jacob Hübner.
De typesoort is Phalaena (Noctua) sigma Denis & Schiffermüller, 1775.

## Soorten
- Eugraphe decussa (Staudinger, 1896)
- Eugraphe eucratides Boursin, 1957
- Eugraphe funkei (Püngeler, 1901)
- Eugraphe marcida (Christoph, 1893)
- Eugraphe olivacea
- Eugraphe ornata (Staudinger, 1892)
- Eugraphe sigma (Denis & Schiffermüller, 1775) - Sigma-uil
- Eugraphe xizangensis Chen, 1982

### Niet meer in dit geslacht
- Eugraphe obsoleta Chen, 1986 = Ammogrotis obsoleta (Chen, 1986)
- Eugraphe suavis (Staudinger, 1895) = Ammogrotis suavis Staudinger, 1895
- Eugraphe subrosea (Stephens, 1829) = Coenophila subrosea (Stephens, 1829)